# Cheumatopsyche lasia
Cheumatopsyche lasia is een schietmot uit de familie Hydropsychidae. De soort komt voor in het Nearctisch gebied.